# Noëp
Noëp, pseudonimo di Andres Kõpper (22 marzo 1990), è un produttore discografico e cantante estone.

## Biografia
Ha conquistato il grande pubblico dopo aver pubblicato il singolo Rooftop, messo in commercio nel 2016 attraverso la divisione svedese della Sony Music, che è risultato il brano di un artista estone più venduto a livello nazionale nel corso del 2017, nonché il 68º in generale, e che agli Eesti Muusikaauhinnad, il principale riconoscimento musicale estone, ha trionfato come miglior canzone dell'anno, oltre ad ottenere una candidatura come video musicale dell'anno. L'anno seguente è seguito Jennifer Lawrence, che anch'esso è stato candidato nella categoria miglior canzone dell'anno agli EMA.
Nel 2018 è uscito il primo EP Heads in the Clouds, che agli Eesti Muusikaauhinnad ha vinto nella categoria album pop dell'anno, e che ha prodotto il singolo New Heights, che è risultato il 33º più venduto nel corso dell'intero anno in Estonia, figurando 4º fra quelli di artisti solo estoni. FK This Up (2019), diventato virale, ha ricevuto la certificazione d'oro dalla Federazione Industria Musicale Italiana per le 35 000 unità distribuite.
Nel 2020 ha ottenuto la sua seconda hit in top ten nella Eesti Tipp-40 grazie a Young Boy, il cui successo ricevuto ha garantito al produttore tre candidature agli EMA, tra cui una come artista maschile dell'anno.
Per mezzo di No Man Is an Island è stato l'artista con il maggior numero di nomination e premi ricevuti in occasione degli Eesti Muusikaauhinnad 2022, con rispettivamente sei candidature e quattro premi collezionati, tra cui quello per l'album dell'anno.

## Discografia

### Album in studio
- 2021 – No Man Is an Island
- 2023 – Move Your Feet

### Album di remix
- 2021 – Folktonic

### EP
- 2018 – Heads in the Clouds

### Singoli
- 2015 – Game
- 2015 – Rihanna
- 2015 – Move
- 2016 – Golden
- 2016 – Rooftop
- 2017 – Jennifer Lawrence
- 2017 – Mumbathoon
- 2018 – New Heights
- 2018 – Tangled up (con Liis Lemsalu)
- 2018 – Offside (feat. Tough Love & LeMarquis)
- 2019 – FK This Up (feat. Chinchilla)
- 2019 – Muhu Girl (con Sander Mölder)
- 2020 – Young Boy
- 2020 – On My Way (con Chinchilla)
- 2021 – Kuud kuulama (feat. Maarja Nuut & Ruum)
- 2021 – Differences
- 2021 – Head Out of the Water
- 2021 – No Man Is an Island
- 2021 – Kids (feat. Emily Roberts)
- 2022 – Friday Nights (All My Friends Are Wasted) (con Karl Killing)
- 2022 – N.Y.M.P.H.O. Maniac
- 2023 – Dondald Glover
- 2023 – Ouatcha Name?
- 2023 – What's Left in Your Mind (con Malou)
- 2023 – Chkn U Out (feat. Micaela Sareceno)
- 2024 – Go Home, You're Drunk (feat. Riiva)
- 2024 – Tan Lines (feat. Gold Spectacles)
- 2024 – Naked in the Sun